# Rennrodel-Weltcup 1987/88
Die Weltcupsaison 1987/88 im Rennrodeln begann am 11. Dezember 1987 im damals jugoslawischen Sarajevo  und endete bereits am 24. Januar 1988 in St. Moritz in der Schweiz. Absoluter Saisonhöhepunkt waren die Rennrodel-Wettbewerbe bei den Olympischen Winterspielen 1988 in Calgary. Darüber hinaus fanden auch noch Rennrodel-Europameisterschaften  am Königssee in der Bundesrepublik Deutschland statt.
Gesamtweltcupsieger wurde bei den Frauen Julia Antipowa aus der Sowjetunion, bei den Männern siegte Markus Prock aus Österreich und bei den Doppelsitzern gewann das Duo Jewgeni Beloussow/Alexander Beljakow aus der Sowjetunion.
Die Saison wurde wegen der Olympischen Winterspiele an nur fünf Weltcupstationen ausgetragen, die sich alle in Europa befanden. Erstmals wurde ein Rennrodel-Weltcup auf der neu gebauten  Rennschlitten- und Bobbahn im erzgebirgischen Altenberg in der DDR ausgetragen.

## Weltcupergebnisse
| Datum                 | Ort        | Disziplin     | Sieger                               | Zweiter                              | Dritter                             |
| --------------------- | ---------- | ------------- | ------------------------------------ | ------------------------------------ | ----------------------------------- |
| 11./12. Dezember 1987 | Sarajevo   | Einsitzer (F) | Julia Antipowa                       | Gabriele Kohlisch                    | Marie-Claude Doyon                  |
| 11./12. Dezember 1987 | Sarajevo   | Einsitzer (M) | Juri Chartschenko                    | Markus Prock                         | Norbert Huber                       |
| 11./12. Dezember 1987 | Sarajevo   | Doppel (M)    | Jewgeni Beloussow Alexander Beljakow | Stefan Ilsanker Georg Hackl          | Witali Melnik Dmitri Alexejew       |
| 19./20. Dezember 1987 | Igls       | Einsitzer (F) | Julia Antipowa                       | Irina Kussakina                      | Nadeschda Danilina                  |
| 19./20. Dezember 1987 | Igls       | Einsitzer (M) | Markus Prock                         | Jens Müller                          | Juri Chartschenko                   |
| 19./20. Dezember 1987 | Igls       | Doppel (M)    | Jörg Hoffmann Jochen Pietzsch        | Witali Melnik Dmitri Alexejew        | Stefan Ilsanker Georg Hackl         |
| 9./10. Januar 1988    | Altenberg  | Einsitzer (F) | Susi Erdmann                         | Ute Oberhoffner                      | Julia Antipowa                      |
| 9./10. Januar 1988    | Altenberg  | Einsitzer (M) | Markus Prock                         | Michael Walter                       | Jens Müller                         |
| 9./10. Januar 1988    | Altenberg  | Doppel (M)    | Stefan Krausse Jan Behrendt          | Jewgeni Beloussow Alexander Beljakow | Michael Spiess Volker Ansorg        |
| 16./17. Januar 1988   | Winterberg | Einsitzer (F) | Ute Oberhoffner                      | Julia Antipowa                       | Gabriele Kohlisch                   |
| 16./17. Januar 1988   | Winterberg | Einsitzer (M) | Georg Hackl                          | Juri Chartschenko                    | Norbert Huber                       |
| 16./17. Januar 1988   | Winterberg | Doppel (M)    | Stefan Krausse Jan Behrendt          | Jewgeni Beloussow Alexander Beljakow | Thomas Schwab Wolfgang Staudinger   |
| 23./24. Januar 1988   | St. Moritz | Einsitzer (F) | Erica Terwillegger                   | Cammy Myler                          | Marie-Luise Rainer                  |
| 23./24. Januar 1988   | St. Moritz | Einsitzer (M) | Markus Prock                         | Juri Chartschenko                    | Norbert Huber                       |
| 23./24. Januar 1988   | St. Moritz | Doppel(M)     | Hansjörg Raffl Norbert Huber         | Joe Barile Steve Maher               | Kazuhiko Takamatsu Tsukasa Hirakawa |

## Weltcupstände

### Frauen
| Rang | Rodlerin           | Land        |
| ---- | ------------------ | ----------- |
| 1.   | Julia Antipowa     | Sowjetunion |
| 2.   | Marie-Luise Rainer | Italien     |
| 3.   | Gabriele Kohlisch  | DDR         |
| 4.   | Susi Erdmann       | DDR         |
| 5.   | Ute Oberhoffner    | DDR         |
| 6.   | Ingrida Amantowa   | Sowjetunion |

### Männer
| Rang | Rodler            | Land        |
| ---- | ----------------- | ----------- |
| 01.  | Markus Prock      | Österreich  |
| 02.  | Juri Chartschenko | Sowjetunion |
| 03.  | Jens Müller       | DDR         |
| 04.  | Norbert Huber     | Italien     |
| 05.  | Johannes Schettel | BRD         |
| 06.  | Georg Hackl       | BRD         |

### Doppelsitzer
| Rang | Duo                                  | Land        |
| ---- | ------------------------------------ | ----------- |
| 01.  | Jewgeni Beloussow/Alexander Beljakow | Sowjetunion |
| 02.  | Stefan Ilsanker/Georg Hackl          | BRD         |
| 03.  | Hansjörg Raffl/Norbert Huber         | Italien     |
| 03.  | Dmitri Alexejew/Witali Melnik        | Sowjetunion |
| 05.  | Stefan Krausse/Jan Behrendt          | DDR         |
| 06.  | Jörg Hoffmann/Jochen Pietzsch        | DDR         |